# 马营镇 (梁山县)
马营镇，是中华人民共和国山東省济宁市梁山县下辖的一个乡镇级行政单位。

## 行政区划
马营乡下辖以下地区：
赵坝村、杨营村、马营村、芦里村、曹庙村、辛兴屯村、江屯村、杨屯村、郝庄村、杜庄村、倪楼村、南穆屯村、王楼村、许庄村、吴垓村、胡屯村、鲍垓村、宋庄村、胡坑村、东李庄村、张飞垓村、薛屯村、柯庄村和北穆屯村。

## 建制沿革
2013年，撤销马营乡，建立马营镇。

## 人口
2010年中国第六次人口普查时，马营乡共有人口30916人。共有家庭9453户，平均每户3.25人。14岁以下的少年儿童共5900人，占总人口19.08%；15-64岁人口共21655人，占总人口70.04%；65岁及以上的老年人共3361人，占总人口的10.87%。男性共计15599人，占总人口50.45%；女性共计15317人，占总人口49.54%。本地居住的人口中，拥有本地户籍的人口为29359人，占94.96%。